# Ratko Štritof
Ratko Štritof (Rijeka, 14. siječnja, 1972.), bivši hrvatski vaterpolist, osvajač srebrne medalje na Olimpijskim igrama u Atlanti 1996. godine. Poslije igračke karijere, radi kao vaterpolski trener. Danas trenira kadete u Hrvatskom akademskom vaterpolskom klubu Mladost, Zagreb.  
Sudjelovao je kao stručni komentator u studiju HRT-a za vrijeme Svjetskog prvenstva u vaterpolu 2017. zajedno s bivšim hrvatskim vaterpolistom Davidom Burburanom.

## Vanjske poveznice
- Štritof - trener kadeta Hrvatskog akademskog vaterpolskog kluba Mladost, Zagreb